# Révolutionnaire(s)
Pour plus de détails, voir Fiche technique et Distribution.
Révolutionnaire(s) est un documentaire en trois volets écrit, produit et réalisé par Hassim-Tall Boukambou qui explore l'histoire politique de la République du Congo du XIXe siècle aux années 1990, à travers le témoignage de son grand-père, le syndicaliste Julien Boukambou.

## Synopsis

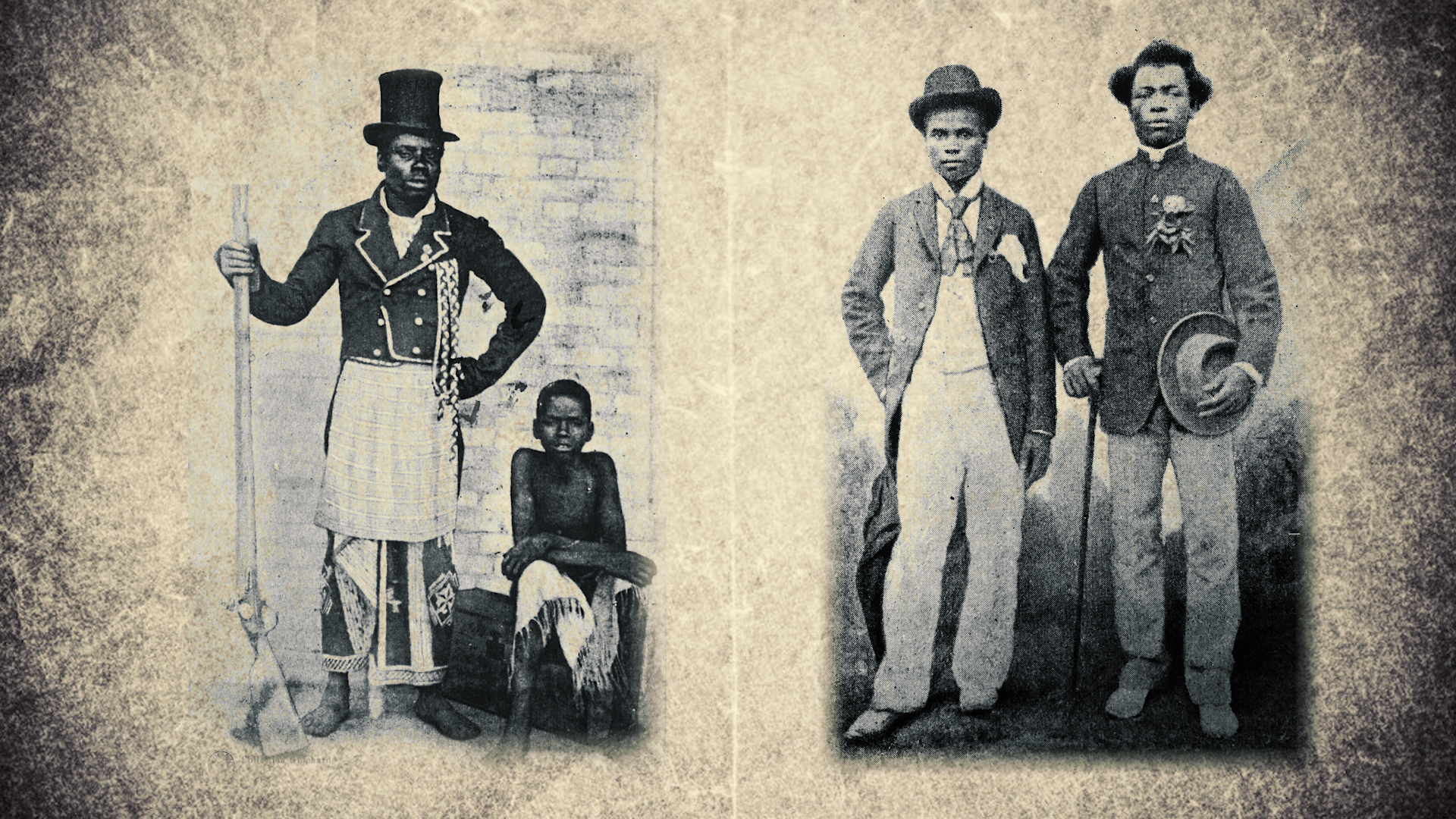
Marchands du Congo au XIXe siècle

Le documentaire réalisé par Hassim Tall Boukambou, intitulé Révolutionnaire(s) décrit l'histoire des événements survenus les 13, 14 et 15 août 1963, communément désignés comme  « Les Trois Glorieuses ». Il met en lumière les moments clés qui ont façonné la trajectoire de l'État congolais vers l'autonomie politique. À travers une structure narrative basée sur des témoignages alternés, le film présente les perspectives des acteurs et témoins de cette époque tumultueuse.
Le deuxième volet de la série Révolutionnaire(s) : la genèse 1880-1959 raconte les diverses formes de résistance des congolais face à l'oppression coloniale, débutant à la fin du XIXe siècle. Dans les décennies 1920 et 1930, bien antérieurement à l'accession à l'indépendance, les pionniers de l'anticolonialisme, à l'instar d'André Matswa ont initié la lutte en faveur de l'émancipation du peuple congolais. Matswa, fervent défenseur de cette cause, a consacré sa vie à cet idéal avant de succomber en 1942, emprisonné dans les geôles coloniales. « Nous essayions de gouverner le pays tout en l'apprenant », a déclaré l'écrivain et homme politique Henri Lopes, lors de sa dernière entrevue dans le documentaire avant sa mort.
Révolutionnaire(s) : Tout pour le Peuple (1966-1991), le troisième volet, revient sur l'ascension d'une nouvelle génération de leaders congolais dans les années qui ont suivi l'indépendance du pays. Le réalisateur s’appuie sur de nombreuses images d’archives, qui racontent l’histoire politique du Congo entre 1966 et la conférence nationale de 1991,. Des figures, qu'elles soient intellectuelles, militaires, idéologues ou militantes, se sont engagées dans une lutte effrénée contre le néocolonialisme et l'impérialisme en Afrique, une période marquée par les tensions de la guerre froide,,.

## Fiche technique
- Titre original et français : Revolutionnaire(s)
- Réalisation : Hassim Tall Boukambou
- Scénario : Hassim Tall Boukambou
- Musique : Nzela (Aimé Onouka)
- Société de production : Bonz Communications
- Pays d'origine :  République du Congo
- Langue originale : Français
- Format : couleur / noir et blanc
- Genre : documentaire
- Durée : Révolutionnaire(s), (98 minutes), Révolutionnaire(s), la genèse (1880-1959) (90 minutes), Révolutionnaire(s), tout pour le peuple (1966-1991) (90 minutes)
- Première diffusion : TV5 Monde Afrique  le jeudi 20 juillet et mardi 25 juillet 2017[10]

## Distinctions
Le documentaire a reçu en 2016 le prix Ecran du documentaire (Sponsorisé par TV5 Monde) au festival du cinéma africain Écrans Noirs de Yaoundé,,.